# 詹姆士·伊万·威尔森 (豪斯医生)
詹姆士·伊万·威尔森，是福克斯电视台的医务剧《豪斯医生》中的一名虚构医学士，由罗伯特·肖恩·利奥纳德出演。
他是普林斯頓綜合醫院的肿瘤学部门主任，亦是豪斯醫生最好的（也是唯一的）朋友，非常受同事和病人的尊敬和喜愛；這使他和豪斯的友誼更令人們奇怪。豪斯和他的友誼，甚至好到對方知道他哪天戴什麼顏色的領带。對威爾森來說，他的工作和他和豪斯之間「白痴的，快完蛋的」友誼，是他生命中最重要的兩樣東西。

## 背景
威尔逊在一個猶太家庭出生，有兩名兄弟，一個不知名，另一個叫丹尼，因精神分裂症離家出走。威尔逊大學該在加拿大蒙特利爾的麥吉爾大学就讀，但並不一定是準確的。其後在哥倫比亞大學及宾夕法尼亚大学深造。

## 劇中發展
在第二季中，威尔逊和他的第三任妻子茱莉分開後，在豪斯醫生家借住了幾周。其後，威尔逊曾告诉卡门诺醫生，他在第一次婚姻裡認識了一個人，和這人一起使他感覺非常好及非常好玩，其後他因不希望這种感覺溜掉，與這人有了關係，所以最後和妻子離婚。這個神秘人到底是誰觀眾還不知道（因為編劇沒有繼續這故事線），觀眾猜測他要不就是瑞詩，要不就是豪斯醫生本人。
第四季，威尔逊與豪斯助手選拔中的落選者安珀·弗拉卡斯交往，但兩人日益發展的感情，最後卻因為一次巴士車禍，而以安珀之死畫下句點。
第五季開頭，威尔逊宣佈與豪斯絕交，更從普林斯頓綜合醫院辭職。但最後卻在強行帶豪斯到其父親的葬禮時，恢復好友關係並留在醫院。其後，威尔逊在他弟弟丹尼失蹤多年後，終於在紐約找到了丹尼，但卻因丹尼已完全不認得詹姆士而就此失聯。
在第六季末，則與第一任妻子珊曼莎舊情復燃。